# ستيفن ماك
ستيفن ماك (بالإنجليزية: Stephen Mack)‏ هو مصرفي أمريكي، ولد في 15 يونيو 1766، وتوفي في 11 نوفمبر 1826.